# Сенной Овраг
Сенно́й Овра́г (Сенной Враг, Сенная, Сенной) — упразднённая деревня Сосновского сельсовета Бековского района Пензенской области. Исключена из учётных данных в 2001 году.

## География
Деревня располагалась в 3,5 км к юго-западу от села Сосновка у западного склона балки Сенной Овраг в 1,5 км от реки Хопёр. В 1,2 км к северу от урочища находится курган I—II веков до нашей эры, включенный в список объектов культурного наследия.

## История
Деревня была основана между 1719 и 1745 годами капитаном Иваном Андреевичем Полибиным. Относилась к Завальному стану Пензенского уезда. Крестьяне из Нижегородского, Московского и Симбирского уездов. Название получила по оврагу (балке). В документах 1747 года значится как новопоселенная деревня Сенной Враг капитана И. А. Полибина, 86 ревизских душ. С 1780 года относилась к Сердобскому уезду Саратовской губернии. На карте Генерального межевания 1790 года обозначена как д. Сенной Овраг. В документах 1795 года — деревня Сенной Враг, девиц Надежды и Анны Васильевых дочерей Смирновых, 50 дворов, 111 ревизских душ.
В 1811 году деревня была владением дворянок, девиц Марии и Анны Смирновых. Имелось 111 душ мужского пола, 799 десятин всех угодий, в том числе 551 десятина пашни. В описании начала XIX века отмечено, что деревня расположена «по косогору при овраге Сенном». После отмены крепостного права крестьяне выкупили землю в собственность у своей помещицы Фелицыной.
В 1911 году относилась к Сосновской волости Сердобского уезда. Имелось 43 двора. С 1930 года — в составе колхоза имени Калинина, в который входило также село Сосновка. Председателем колхоза был 25-тысячник И. Д. Калинкин. В 1955 году — бригада колхоза имени Калинина. К югу от деревни работала молочно-товарная ферма. Деревня прекратила существование между 1989 и 1996 годами.

## Население

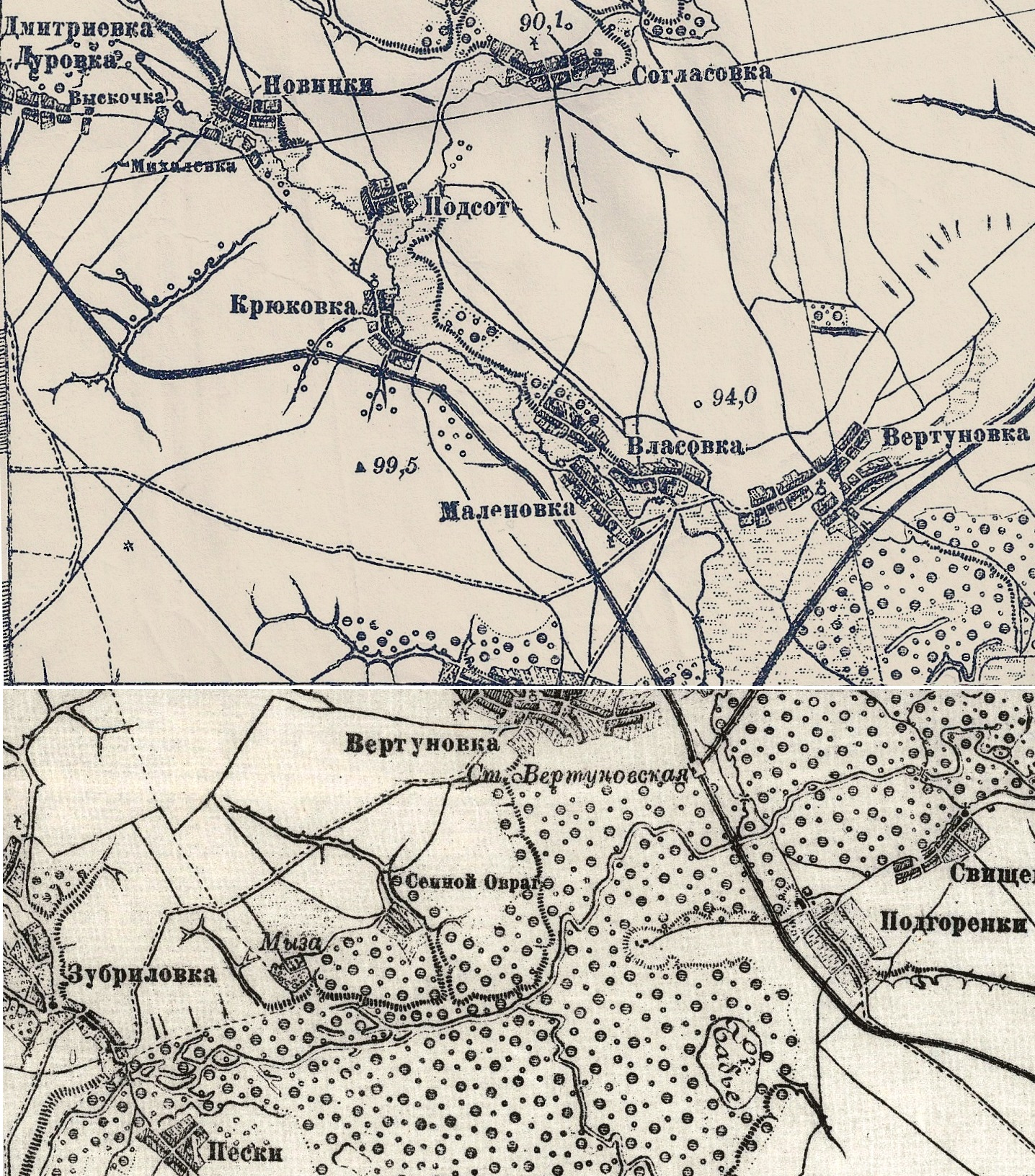
Сенной Овраг Сердобского уезда, 1846—1863 годы

| Численность населения, чел. | Численность населения, чел. | Численность населения, чел. | Численность населения, чел. | Численность населения, чел. | Численность населения, чел. | Численность населения, чел. | Численность населения, чел. | Численность населения, чел. | Численность населения, чел. |
| 1747                        | 1795                        | 1859                        | 1911                        | 1926                        | 1939                        | 1959                        | 1979                        | 1989                        | 1996                        |
| --------------------------- | --------------------------- | --------------------------- | --------------------------- | --------------------------- | --------------------------- | --------------------------- | --------------------------- | --------------------------- | --------------------------- |
| 172                         | ↗222                        | ↗250                        | ↗262                        | ↗307                        | ↘195                        | ↗203                        | ↘67                         | ↘24                         | ↘0                          |